# McClellan Butte
De McClellan Butte is een berg die onderdeel maakt van de Cascade Range. De berg is gelegen in King County in de Amerikaanse staat Washington op elf kilometer afstand van de stad North Bend.

## Trivia
- De McClellan Butte is vernoemd naar de Amerikaanse generaal George McClellan.